# North Frontenac (Ontario)
North Frontenac to gmina (ang. township) w Kanadzie, w prowincji Ontario, w hrabstwie Frontenac.
Powierzchnia North Frontenac to 1135,92 km². Według danych spisu powszechnego z roku 2001 North Frontenac liczy 1801 mieszkańców (1,59 os./km²).